# Scott Glacier (glaciär i Antarktis, lat -85,75, long -153,00)
Scott Glacier är en glaciär i Antarktis. Den ligger i Västantarktis. Nya Zeeland gör anspråk på området. Scott Glacier ligger 697 meter över havet.
Terrängen runt Scott Glacier är kuperad västerut, men österut är den platt. Trakten är obefolkad. Det finns inga samhällen i närheten.